# نشانه بنکرافت
نشانه بنکرافت (انگلیسی: Bancroft's sign) که با نامِ نشانهٔ موزِس نیز شناخته می‌شود، یک علامت بالینی است که در بیماران مبتلا به ترومبوز سیاهرگی عمقی ساق پا یافت می‌شود و علتش درگیری وریدهای تیبیال خلفی است. زمانی می‌گوئیم نشانه بنکرافت مثبت است که با جلو فشردن عضله ساق پا به سمت جلوبر روی استخوان درشت‌نی درد ایجاد شود، اما این درد با فشردن ماهیچه ساق از طرفین (چپ یا راست) ایجاد نمی‌شود. مانند سایر علائم بالینی ترومبوز سیاهرگی عمقی، مانند نشانه هومانس و نشانه لوونبرگ، این علامت برای وجود ترومبوز نه حساس و نه اختصاصی است.